# Роман Лељак
Роман Лељак (Ђурманец, 21. август 1964), словеначки и хрватски је псеудоисторичар , осуђени преварант , публициста и истражитељ архива Управе државне безбедности и аутор низа књиге које описују рад службе државне безбедности бивше Југославије.
Лељака критикују мејнстрим медији, а историчари упозоравају на њега и његове радове позивајући се на недостатак искуства у архивском истраживању и изношењу лажи.

## Биографија
Роман Лељак је рођен у Ђурманцу код Крапине, од оца Рудолфа Лељака и мајке Милице Белошевић. Након основне школе 1978. године, школовање је наставио у Сарајеву и Београду, у средњој војној школи. Завршио је специјализацију за енкрипцију у Југословенској народној армији, а затим студирао у Контраобавештајном центру за обуку ЈНА у Панчеву.
Крајем осамдесетих година 20. века Роман Лељак је желео да напусти војни рок, сам описује како је на службеном магнетофону снимао свађе са претпостављенима: када је касетофон је пронађен код њега, покренут је кривични поступак због злоупотребе службених средстава и неовлашћеног снимања, а војни суд га је осудио на казну затвора у трајању од 14 месеци; коју је укинуо Врховни суд Словеније.
По отпусту из војне службе написао је књигу о својим искуствима у КОС-у „Сам против њих“, а у књизи је описао методе рада југословенске војне обавештајне службе. Књига је објављена у време распада Југославије 1990. године.
Лељак је 2014. објавио књигу „Спавајућа Удба“, али и њен наставак под насловом „Сарадници Удбе“ и у њој је објављен списак, фотографије и адресе свих словеначких Удбаша и њихових сарадника. У књизи наводи да је за злогласну Удбу у Словенији радило или сарађивало укупно 65.000 људи: било је и учитеља, новинара и културних радника.
Лељак је 2017. објавио књигу „Марибор – највећа клаоница Хрвата“, о масовним погубљењима заробљених војника и цивила НДХ након предаје на Блајбургу.
Роман Лељак је 2018. године објавио књигу и филм „Мит о Јасеновцу“, у којем Лељак даје оцену да је у том логору живот изгубило око 1.500 људи - вишеструко мање од броја жртава логора који наводе професионални историчари, који говоре о бројкама од неколико десетина до неколико стотина хиљада.

## Кривична гоњења и контроверзе
Лељак је 2008. године осуђен за кривична дјела која је починио од 1993. до 1996. године као директор предузећа „Авто идеал“, проглашен је кривим за прибављање противправне користи од 1.117.497 евра на штету једне фирме и 448 приватних словеначких клијената и 54.000 евра на штету једне аустријске банке. За оба злочина, која је починио 1993. и 1994. године, изречена му је јединствена казна од три и по године затвора.
Роман Љељак је крајем новембра 2020. године, према писању словеначких новина, уништио спомен плочу палим борцима НОБ-а подигнуту 1954. године недалеко од његове куће у Капели у Словенији.

## Књиге (избор)
- Radiorelejne zveze
- Sam proti njim 1. in 2. del (1990)
- Teharske žive rane, Huda Jama (2009)
- Teharje
- Trilogija Vetrinje-Teharje-Rog
- Cerkev umira v petek 13.
- KNOJ 1944-1945.
- Dirigent s pištolo
- Črne bukve Gornje Radgone 1945-1950.
- Odgovorni za poboje na Celjskem 1945 (2010)
- Mit o OF in KPS
- Zločini slovenskega Kajna 1 in 2 del (2012)
- Худа jama – строго чувана тајна
- УДБА
- Марибор: Највеће стратиште Хрвата, књига и документарни филм (2017)
- Lebendig Eingemauerte Deutschen, Kroaten Und Slowenen: Grauenhaften Taten Der Tito-partisanen (2017)
- Мит о Јасеновцу (2018), књига и документарни филм